# Cal Serdà de la Carretera
Cal Serdà de la Carretera era un edifici del municipi de Vilafranca del Penedès (Alt Penedès) inclòs a l'Inventari del Patrimoni Arquitectònic de Catalunya, que va ser enderrocat. Es tractava d'una casa tipològica dels edificis d'eixample del segle xix (en cantonada) i responia a les característiques formals del llenguatge de l'eclecticisme.
Era un edifici entre mitgeres i de tres crugies que constava de planta baixa, entresòl, dos pisos i golfes, amb terrat i torratxa. Tenia balcó en angle i una galeria posterior amb arcades. Les tres façanes donaven a la carretera de Tarragona, al carrer del Bisbe Morgades i al carrer de la Soledat.